# Jan Krysiński (prawnik)

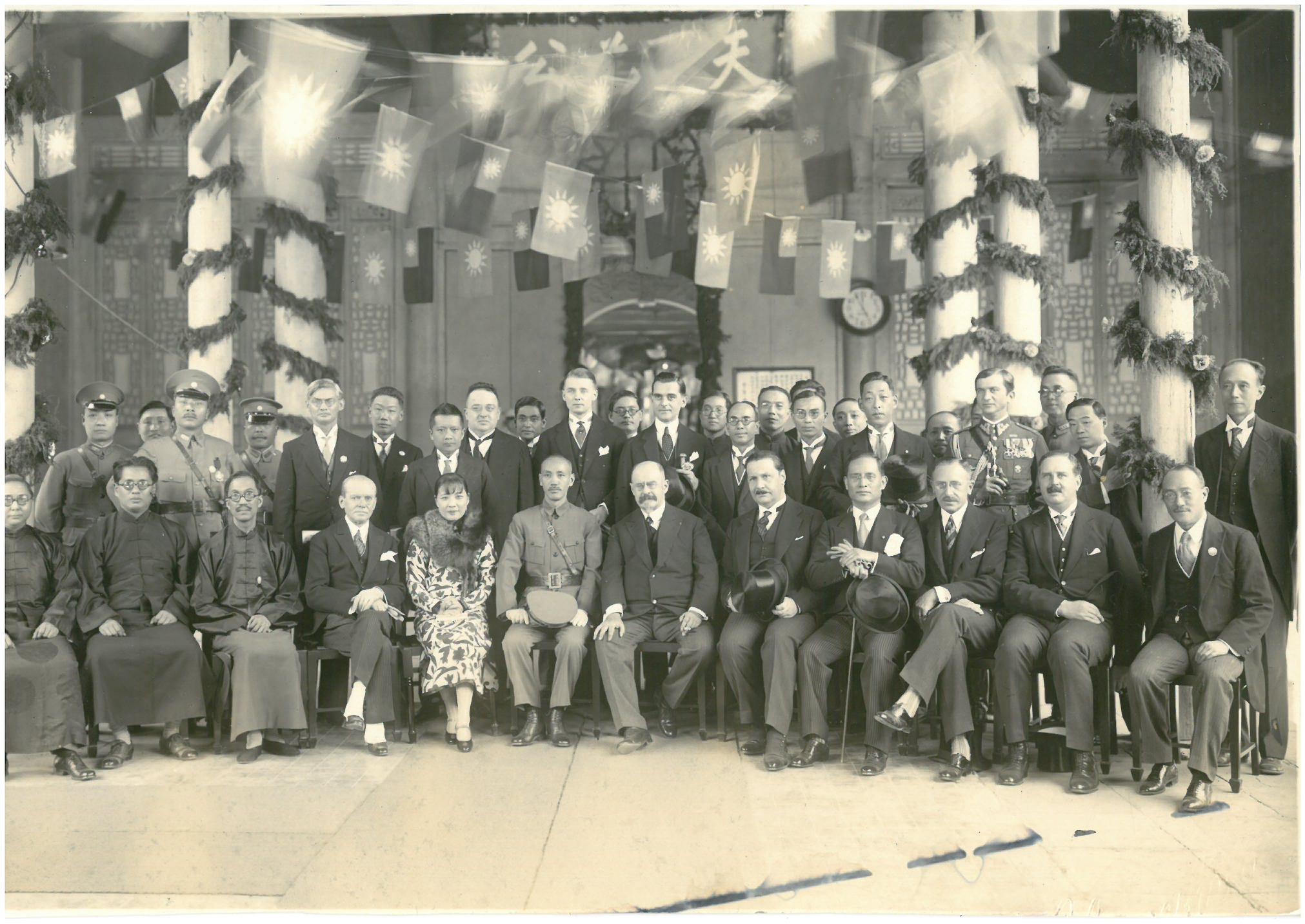
Podpisanie Traktatu Polsko-Chińskiego w Nankinie

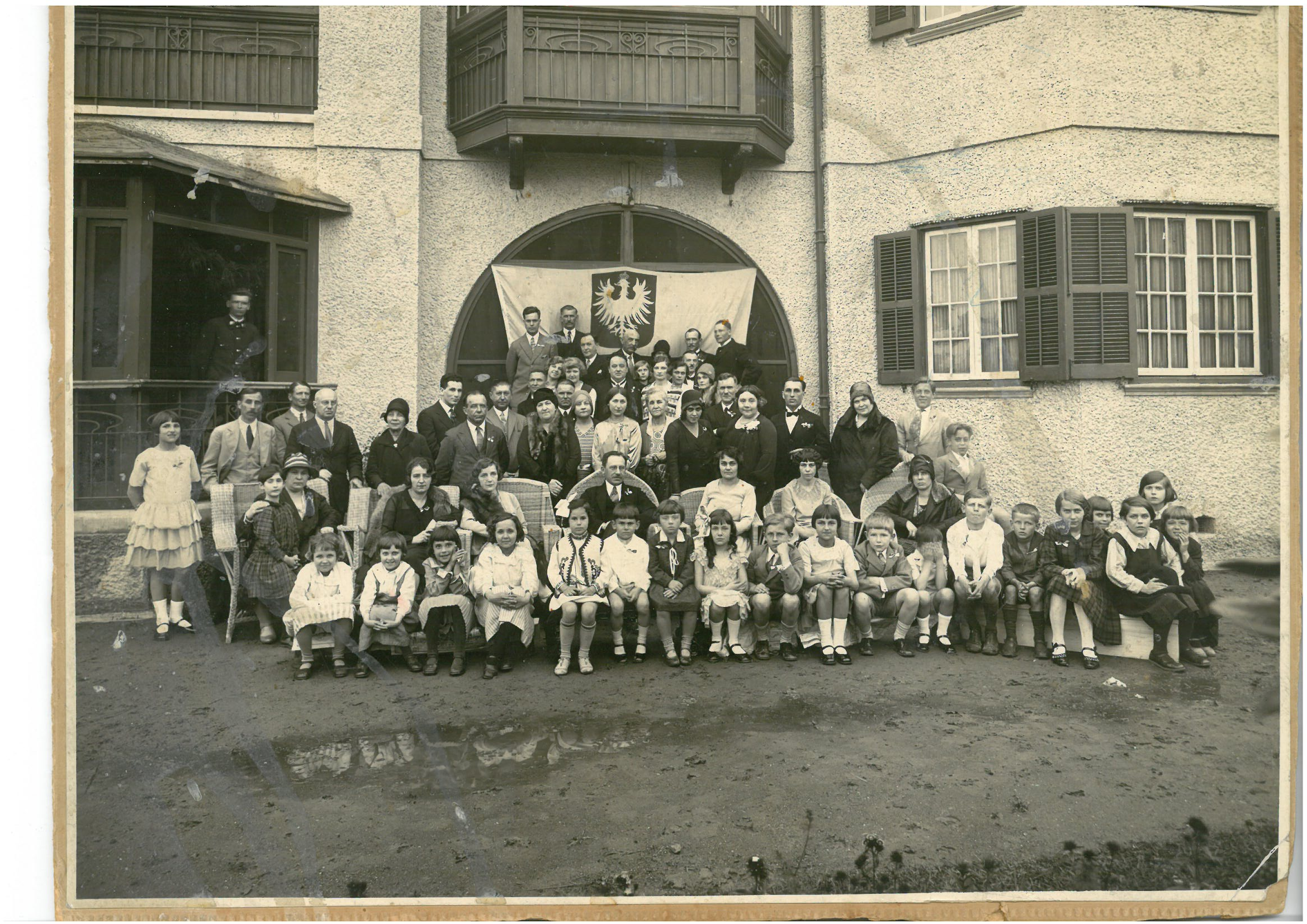
Spotkanie ze stowarzyszeniem Polaków mieszkających w Szanghaju

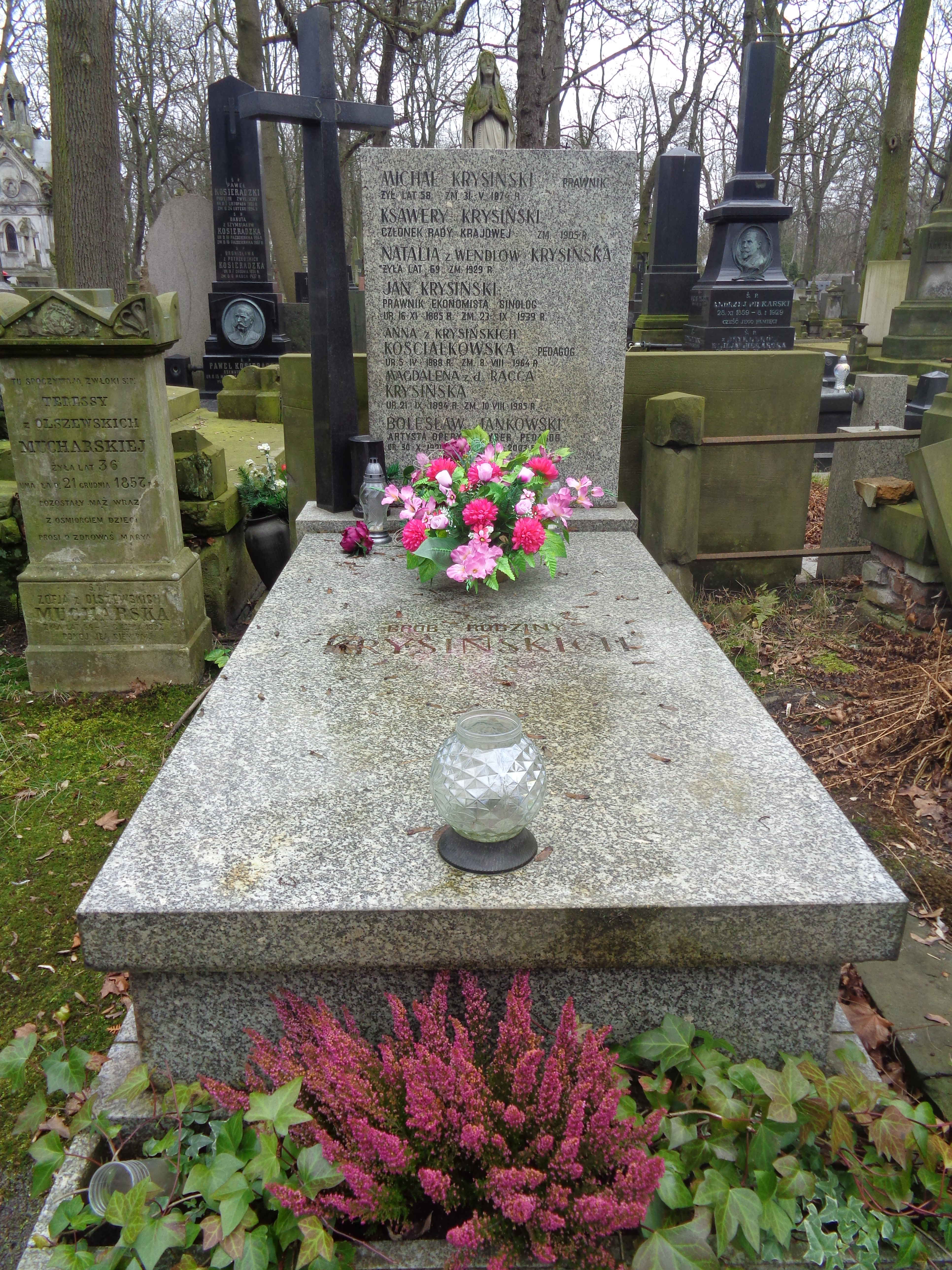
Grób Jana Krysińskiego i Bolesława Jankowskiego na cmentarzu Powązkowskim

Jan Krysiński (ur. 16 listopada 1885, zm. 23 września 1939 w Warszawie) – dyplomata II Rzeczypospolitej, doktor praw i nauk politycznych, sinolog, wykładowca akademicki, autor książek z dziedziny prawa konstytucyjnego. 

## Życiorys
Po strajku uczniów w Warszawie w 1905 roku usunięty ze szkoły wyjechał z Królestwa Polskiego aby kontynuować naukę za granicą. Studiował prawo i ekonomię polityczną Uniwersytecie we Fryburgu (Szwajcaria) i na Sorbonie. Skończył też Szkołę Języków Orientalnych w Paryżu. Znał wszystkie najważniejsze języki europejskie: francuski, angielski, niemiecki, rosyjski, holenderski, hiszpański, włoski, a także japoński oraz chiński, w tym kilka dialektów chińskich. Po powrocie do kraju w 1919 roku rozpoczął pracę na stanowisku dyrektora w Spółce „K. Buszczyński i Synowie”. Było to jedno z najbardziej znanych w kraju i za granicą przedsiębiorstw polskich zajmujących się uprawą, selekcją, sprzedażą nasion buraków cukrowych.
W 1929 roku został mianowany przez polskie Ministerstwo Spraw Zagranicznych Radcą Poselstwa Rzeczypospolitej Polskiej w Szanghaju obejmując jednocześnie funkcję Konsula Generalnego RP. Uczestniczył w negocjacjach, redakcji oraz ceremonii podpisania 18 września 1929 roku w Nankinie Traktatu przyjaźni, handlowego i nawigacyjnego pomiędzy Rzecząpospolitą Polską a Republiką Chińską.
Kawaler Orderu Świętego Grzegorza przyznanego przez papieża Piusa XI za długoletnie honorowe prowadzenie wykładów z prawa międzynarodowego, karnego i cywilnego na Uniwersytecie Katolickim w Szanghaju na przełomie lat 20/30 XX wieku.
W Chinach przebywał do 2 listopada 1938 roku, kiedy to wrócił do Warszawy. Zmarł z powodu pogarszającego się stanu zdrowia na zapalenie płuc podczas oblężenia Warszawy przez Niemców 23 września 1939 roku. Pochowany na cmentarzu Powązkowskim (kwatera 32-4-9).
Międzynarodowa społeczność Szanghaju przyjęła z głębokim żalem i smutkiem śmierć dr Jana Krysińskiego. Została odnotowana w głównych tytułach prasowych wydawanych w Szanghaju. Ceniony za swoje kompetencje, wiedzę, życzliwość i otwartość był przykładem wzorowego dyplomaty reprezentującego interesy polityczne, gospodarcze i kulturalne II Rzeczypospolitej Polskiej. W nabożeństwie żałobnym w Kościele pod wezwaniem Chrystusa Króla (Szanghaj), które odbyło się 18 grudnia 1939 roku, uczestniczyli przedstawiciele władz chińskich oraz całego korpusu dyplomatycznego.